# Raymond Beazley
Raymond Beazley, Sir (Blackheath, 3 aprile 1868 – 1º febbraio 1955) è stato uno storico britannico.
Dal 1901 al 1933, fu ordinario di storia presso l'Università di Birmingham.

## Biografia
Figlio del Rev. Joseph e Louisa Beazley., studiò alla St. Paul School, al King's College di Londra e al Balliol College di Oxford.
Fu quindi nominato fellow del Merton College e ordinario di storia all'Università di Birmingham nella qual insegnò dal 1901 al 1933. Per alcuni fu il preside della facoltà storica, dopo aver iniziato a Birmingham una tradizione di studi russi con la pubblicazione nel 1919 del volume Russia from the Varangians to the Bolsheviks, un'opera storica che arrivò a trattare la caduta dell'ultimo zar, omettendo il regime bolscevico. Gli studi di Beazley furono ripresi da Sergei Konovalov, figlio del massone Aleksandr Konovalov (1875-1949), imprenditore russo e Ministro della Guerra durante il governo provvisorio, figlio che divenne il primo direttore del dipartimento di studi russi fondato a Birmingham nel 1936.
A cavallo fra le due guerre mondiali, manifestò il proprio orientamento filogermanico all'establishment politico e intellettuale della Gran Bretagna, come emerge dai contributi regolarmente trasmessi alla Anglo-German Review, fondata nel 1936 come l'organo di The Link, un'associazione culturale londinese che aveva raccolto un gruppo di filonazisti antisemiti intorno alla figura dell'ufficiale di marina Barry Domvile. A seguito di tali servizi, fu eletto membro del consiglio direttivo di The Link.
Fu uno dei firmatari di una lettera pubblicata sul Times di Londra il 12 settembre 1938,  nella quale si esprimeva vivo apprezzamento per l'Accordo di Monaco del successivo 30 settembre e si chiedeva alle parti un'intesa di più vasta portata con la Germania nazionalsocialista.

## Opere
- James of Aragon, 1890
- Henry the Navigator, 1895[9]
- The Dawn of Modern Geography (vol. 1, 1897;[10] vol. 2, 1901;[11] vol. 3, 1906[12])
- John and Sebastian Cabot, 1898
- The Chronicle of the Discovery and Conquest of Guinea, 1899, scritto con Gomes Eannes de Azurara, tradotto da Edgar Prestage
- An English Garner: Voyages and Travels mainly during the 16th and 17th Centuries, 1902, in due volumi
- Voyages of the Elizabethan Seamen. Select Narratives from the Principal Navigations of Hakluyt, 1907, con Edward John Payne
- A Note-book of Mediaeval History AD323–AD1453, 1917
- Russia From The Varangians To The Bolsheviks. 1918, con Nevill Forbes e G. A. Birkett
- Nineteenth Century Europe, 1922
- The Road to Ruin in Europe, 1932
- The Beauty of the North Cotswolds, 1946